# Evan McPherson
Evan McPherson (Fort Payne, Alabama, 21 de julio de 1999) apodado Money Mac o Shooter, es un jugador profesional estadounidense de fútbol americano que se desempeña en la posición de placekicker en Cincinnati Bengals, equipo de la National Football League (NFL).

## Carrera
Fue seleccionado en la quinta ronda en la Reunión Anual de Selección de Jugadores de la NFL de 2021. Hizo su debut profesional con el equipo Cincinnati Bengals, donde lleva jugando tres temporadas.